# Véhicule de commandement
Cet article concerne un type de véhicules militaires. Pour le type de véhicules de pompiers, voir Véhicule poste de commandement.
Ne doit pas être confondu avec voiture d'état-major.
Un véhicule de commandement ou command-car est un véhicule militaire destiné à accueillir un officier de commandement militaire. Il peut servir de poste de commandement mobile.
Il est généralement équipé en moyens de communication et de télécommunication pour permettre de transmettre des ordres aux unités combattantes.

## Exemples
- Dodge WC-6, WC-8, WC-15, WC-16, WC-23 et WC-25 (série de camions militaires, États-Unis, Seconde Guerre mondiale)

- Panzerbefehlswagen (char de commandement, Allemagne nazie, Seconde Guerre mondiale)

- version command car du Renault 2087 Goélette (camion militaire, France, guerre froide)

- AIL M325 Command Car (en) (camion militaire, Israël, guerre froide)

- RD-115 (pl) (conversion de la jeep militaire GAZ-69, aéroportée, Pologne, guerre froide)

- ZWD-3 (pl) (jeep militaire, Pologne, époque contemporaine)

- PRP-3 (véhicule blindé chenillé, Union soviétique, guerre froide, toujours en usage)